# Teorema de la raíz conjugada compleja
En matemáticas, el teorema de la raíz conjugada compleja establece que si P es un polinomio de una variable con coeficientes reales, y a + bi es una raíz de P con a y b números reales, entonces su conjugado a − bi también es una raíz de P.
De este teorema (y del teorema fundamental del álgebra) se deduce que si el grado de un polinomio real es impar, debe tener al menos una raíz real. Este hecho también se puede probar utilizando el teorema del valor intermedio.

## Ejemplos y consecuencias
- El polinomio x2 + 1 = 0 tiene raíces ±i.
- Cualquier matriz cuadrada real de orden impar tiene al menos un valor propio real. Por ejemplo, si la matriz es ortogonal, entonces 1 o −1 es un valor propio.
- El polinomio

{\displaystyle x^{3}-7x^{2}+41x-87}
tiene raíces
{\displaystyle 3,\,2+5i,\,2-5i,}
y por lo tanto se puede factorizar como
{\displaystyle (x-3)(x-2-5i)(x-2+5i).}
Al calcular el producto de los dos últimos factores, las partes imaginarias se cancelan y se obtiene
{\displaystyle (x-3)(x^{2}-4x+29).}
Los factores no reales vienen en pares que cuando se multiplican dan polinomios cuadráticos con coeficientes reales. Dado que cada polinomio con coeficientes complejos se puede factorizar en factores de primer grado (que es una forma de expresar el teorema fundamental del álgebra), se deduce que cada polinomio con coeficientes reales se puede factorizar en factores de grado no superiores a 2 (solamente de primer grado y factores cuadráticos).
- Si las raíces son a+bi y a-bi, componen la forma cuadrática

{\displaystyle x^{2}-2ax+(a^{2}+b^{2})}.
Si la tercera raíz es c, se convierte en
{\displaystyle (x^{2}-2ax+(a^{2}+b^{2}))(x-c)}
{\displaystyle =x^{3}+x^{2}(-2a-c)+x(2ac+a^{2}+b^{2})-c(a^{2}+b^{2})}.

### Corolario sobre polinomios de grado impar
Del presente teorema y del teorema fundamental del álgebra se deduce que si el grado de un polinomio real es impar, debe tener al menos una raíz real.
Esto se puede probar de la siguiente manera.
- Dado que las raíces complejas no reales vienen en pares conjugados, hay un número par de ellas;
- Pero un polinomio de grado impar tiene un número impar de raíces;
- Por lo tanto, algunos de ellos deben ser reales.

Esto requiere cierto cuidado en presencia de raíces múltiples; pero una raíz compleja y su conjugado tienen la misma multiplicidad (y este lema no es difícil de probar). También se puede solucionar considerando solo polinomios irreducibles; cualquier polinomio real de grado impar debe tener un factor irreducible de grado impar, el que (sin raíces múltiples) debe tener una raíz real según el razonamiento anterior.
Este corolario también se puede probar directamente utilizando el teorema del valor intermedio.

## Demostración
Una prueba del teorema es la siguiente:
Considérese el polinomio
{\displaystyle P(z)=a_{0}+a_{1}z+a_{2}z^{2}+\cdots +a_{n}z^{n}}
donde todos los ar son reales. Supóngase que algún número complejo ζ es una raíz de P, es decir, P (ζ) = 0. Es necesario demostrar que
{\displaystyle P({\overline {\zeta }})=0}
también.
Si P (ζ) = 0, entonces
{\displaystyle a_{0}+a_{1}\zeta +a_{2}\zeta ^{2}+\cdots +a_{n}\zeta ^{n}=0}
que se puede poner como
{\displaystyle \sum _{r=0}^{n}a_{r}\zeta ^{r}=0.}
Ahora
{\displaystyle P({\overline {\zeta }})=\sum _{r=0}^{n}a_{r}\left({\overline {\zeta }}\right)^{r}}
y dadas las propiedades de los conjugados complejos,
{\displaystyle \sum _{r=0}^{n}a_{r}\left({\overline {\zeta }}\right)^{r}=\sum _{r=0}^{n}a_{r}{\overline {\zeta ^{r}}}=\sum _{r=0}^{n}{\overline {a_{r}\zeta ^{r}}}={\overline {\sum _{r=0}^{n}a_{r}\zeta ^{r}}}.}
Considerando que
{\displaystyle {\overline {\sum _{r=0}^{n}a_{r}\zeta ^{r}}}={\overline {0}}}
entonces resulta que
{\displaystyle \sum _{r=0}^{n}a_{r}\left({\overline {\zeta }}\right)^{r}={\overline {0}}=0.}
Es decir,
{\displaystyle P({\overline {\zeta }})=a_{0}+a_{1}{\overline {\zeta }}+a_{2}\left({\overline {\zeta }}\right)^{2}+\cdots +a_{n}\left({\overline {\zeta }}\right)^{n}=0.}
Téngase en cuenta que esto funciona solo porque los ar son reales, es decir, {\displaystyle {\overline {a_{r}}}=a_{r}}. Si alguno de los coeficientes fuera no real, las raíces no vendrían necesariamente en pares conjugados.